# Atkins (virksomhed)
Atkins er en verdensomspændende rådgivningsvirksomhed med kompetencer inden for jernbaner, broer og konstruktioner, veje og anlæg, projekt- og byggeledelse, energi, miljø, GIS og arkitektur. Virksomheden etableredes som WS Atkins & Partners i 1938 af Sir William Atkins med kontor i Westminster i London.

## Atkins i Danmark
Atkins Danmark A/S er det danske datterselskab, der har sit hovedkontor i Ørestad ved København. Derudover har selskabet kontorer i Aarhus og Horsens. Selskabet beskæftiger ca. 350 medarbejdere i Danmark.
Selskabet blev etableret, da moderselskabet i 1. juli 2001 opkøbte rådgivervirksomheden hos den daværende banestyrelse, som kort forinden var blevet skilt fra DSB. 